# Стратегия вечной кары
Стратегия вечной кары (англ. grim strategy, либо англ. grim trigger — «триггер вечной кары») в теории игр — триггерная стратегия в повторяющихся играх. Игрок 1, использующую стратегию вечной кары, вначале склонен к сотрудничеству, однако при отклонении игрока 2 от стратегии сотрудничества срабатывает триггер, и игрок 1 отказывается от сотрудничества во всех оставшихся итерациях. Так как кара наступает после первого же отклонения оппонента, данная стратегия предполагает наиболее жёсткое наказание в контексте повторяющихся игр.
В повторяющейся дилемме заключённого стратегия неэффективна, а при добавлении в игру шума работает ещё хуже. Угроза перманентного отклонения от сотрудничества со стороны обоих участников теоретически способна поддерживать доверие между ними. Тем не менее невозможность прощения и невозможность объявить об использовании стратегии заранее делают её неэффективной на практике.
В книге Роберта Аксельрода «Эволюция сотрудничества» стратегия вечной кары носит название «Фридман». Причина — статья Джеймса Фридмана 1971 года, где описана данная стратегия.